# Hopman Cup 2016
|                                                          |  |  |
| Winnaars voor Australië: Darja Gavrilova en Nick Kyrgios |  |  |

De Hopman Cup 2016 werd gehouden van 3 tot en met 9 januari 2016 op de hardcourt-banen van de Perth Arena in de Australische stad Perth. Het was de achtentwintigste editie van het tennistoernooi tussen landen. In dit toernooi bestaat een landenontmoeting uit drie partijen (rubbers): in het vrouwenenkelspel, mannenenkelspel en gemengd dubbelspel.
Titelhouder Polen kwam zijn titel niet verdedigen. Bij uitzondering deed Australië mee met twee teams: Australia Gold en Australia Green.
In de eindstrijd won het als vijfde geplaatste team Australia Green van het derde reekshoofd Oekraïne, met 2–0 – het gemengd dubbelspel hoefde in de finale niet meer te worden gespeeld. Het is voor het eerst sinds 1999 dat Australië de Hopman Cup won, nadat dit land in 2003 voor het laatst in de finale had gestaan.
De Hopman Cup van 2016 trok 96.146 toeschouwers.

## Deelnemers volgens ranglijstpositie
| Nr. | Land                | Groep | Team                                   | WTA+ATP- rang1 | Resultaat  |
| --- | ------------------- | ----- | -------------------------------------- | -------------- | ---------- |
| 1.  | Verenigde Staten    | A     | Serena Williams2 / Jack Sock           | 1+26           | groepsfase |
| 2.  | Tsjechië            | A     | Karolína Plíšková / Jiří Veselý        | 11+41          | groepsfase |
| 3.  | Oekraïne            | A     | Elina Svitolina / Oleksandr Dolgopolov | 19+36          | finale     |
| 4.  | Verenigd Koninkrijk | B     | Heather Watson / Andy Murray           | 55+2           | groepsfase |
| 5.  | Australië           | B     | Darja Gavrilova / Nick Kyrgios         | 36+30          | winnaars   |
| 6.  | Duitsland           | B     | Sabine Lisicki / Alexander Zverev      | 32+83          | groepsfase |
| 7.  | Frankrijk           | B     | Caroline Garcia / Kenny de Schepper    | 34+148         | groepsfase |
| 8.  | Australië           | A     | Jarmila Wolfe / Lleyton Hewitt         | 105+307        | groepsfase |

1 Ranglijstpositie per 28 december 2015
2 Op de tweede toernooidag (4 januari) werd Williams, wegens een knieontsteking, vervangen door Victoria Duval (WTA-656). De dag erna speelde Williams zelf, maar de knie dwong haar reeds in het enkelspel tot opgave – het bijbehorende gemengd dubbelspel werd door Duval waargenomen, maar reglementair is dit geen geldige rubber. De laatste landenontmoeting van het Amerikaanse team (7 januari) werd weer door Duval gespeeld.

## Groepsfase

### Groep A

#### Klassement
| Pos. | Land                 | W | V | Rubbers | Sets  |
| ---- | -------------------- | - | - | ------- | ----- |
| 1.   | Oekraïne (3)         | 3 | 0 | 6–3     | 13–7  |
| 2.   | Tsjechië (2)         | 1 | 2 | 5–4     | 12–10 |
| 3.   | Australië (8)        | 1 | 2 | 4–5     | 10–11 |
| 4.   | Verenigde Staten (1) | 1 | 2 | 3–6     | 7–14  |

#### Australië Gold– Tsjechië
| Vlag van Australië | Australië Gold 0 | Perth, Australië 3 januari 2016, 17:30 hardcourt (i) | Perth, Australië 3 januari 2016, 17:30 hardcourt (i) | Perth, Australië 3 januari 2016, 17:30 hardcourt (i) | Tsjechië 3 | Vlag van Tsjechië |

|   |                                                                |                                                                | 1   | 2    | 3   |  |
| - | -------------------------------------------------------------- | -------------------------------------------------------------- | --- | ---- | --- |  |
| 1 | Lleyton Hewitt Jiří Veselý                                     | Lleyton Hewitt Jiří Veselý                                     | 3 6 | 7 61 | 4 6 |  |
| 2 | Jarmila Wolfe Karolína Plíšková                                | Jarmila Wolfe Karolína Plíšková                                | 5 7 | 3 6  |     |  |
| 3 | Jarmila Wolfe / Lleyton Hewitt Karolína Plíšková / Jiří Veselý | Jarmila Wolfe / Lleyton Hewitt Karolína Plíšková / Jiří Veselý | 2 6 | 5 7  |     |  |

#### Oekraïne – Verenigde Staten
| Vlag van Oekraïne | Oekraïne 2 | Perth, Australië 4 januari 2016, 10:00 hardcourt (i) | Perth, Australië 4 januari 2016, 10:00 hardcourt (i) | Perth, Australië 4 januari 2016, 10:00 hardcourt (i) | Verenigde Staten 1 | Vlag van Verenigde Staten |

|   |                                                                   |                                                                   | 1   | 2   | 3 |  |
| - | ----------------------------------------------------------------- | ----------------------------------------------------------------- | --- | --- | - |  |
| 1 | Elina Svitolina Victoria Duval                                    | Elina Svitolina Victoria Duval                                    | 6 4 | 6 1 |   |  |
| 2 | Oleksandr Dolgopolov Jack Sock                                    | Oleksandr Dolgopolov Jack Sock                                    | 6 4 | 6 2 |   |  |
| 3 | Elina Svitolina / Oleksandr Dolgopolov Victoria Duval / Jack Sock | Elina Svitolina / Oleksandr Dolgopolov Victoria Duval / Jack Sock | 2 6 | 3 6 |   |  |

#### Tsjechië – Oekraïne
| Vlag van Tsjechië | Tsjechië 1 | Perth, Australië 5 januari 2016, 10:00 hardcourt (i) | Perth, Australië 5 januari 2016, 10:00 hardcourt (i) | Perth, Australië 5 januari 2016, 10:00 hardcourt (i) | Oekraïne 2 | Vlag van Oekraïne |

|   |                                                                        |                                                                        | 1   | 2    | 3 |  |
| - | ---------------------------------------------------------------------- | ---------------------------------------------------------------------- | --- | ---- | - |  |
| 1 | Karolína Plíšková Elina Svitolina                                      | Karolína Plíšková Elina Svitolina                                      | 5 7 | 2 6  |   |  |
| 2 | Jiří Veselý Oleksandr Dolgopolov                                       | Jiří Veselý Oleksandr Dolgopolov                                       | 5 7 | 63 7 |   |  |
| 3 | Karolína Plíšková / Jiří Veselý Elina Svitolina / Oleksandr Dolgopolov | Karolína Plíšková / Jiří Veselý Elina Svitolina / Oleksandr Dolgopolov | 6 3 | 6 1  |   |  |

#### Australië Gold– Verenigde Staten
| Vlag van Australië | Australië Gold 3 | Perth, Australië 5 januari 2016, 17:30 hardcourt (i) | Perth, Australië 5 januari 2016, 17:30 hardcourt (i) | Perth, Australië 5 januari 2016, 17:30 hardcourt (i) | Verenigde Staten 0 | Vlag van Verenigde Staten |

|   |                                                                                     |                                                                                     | 1    | 2   | 3 |                  |
| - | ----------------------------------------------------------------------------------- | ----------------------------------------------------------------------------------- | ---- | --- | - | ---------------- |
| 1 | Jarmila Wolfe Serena Williams                                                       | Jarmila Wolfe Serena Williams                                                       | 7 5  | 2 1 | r |                  |
| 2 | Lleyton Hewitt Jack Sock                                                            | Lleyton Hewitt Jack Sock                                                            | 7 5  | 6 4 |   |                  |
| 3 | Jarmila Wolfe / Lleyton Hewitt Victoria Duval (verving Serena Williams) / Jack Sock | Jarmila Wolfe / Lleyton Hewitt Victoria Duval (verving Serena Williams) / Jack Sock | 7 64 | 6 1 |   | telt als 6-0 6-0 |

#### Australië Gold– Oekraïne
| Vlag van Australië | Australië Gold 1 | Perth, Australië 7 januari 2016, 10:00 hardcourt (i) | Perth, Australië 7 januari 2016, 10:00 hardcourt (i) | Perth, Australië 7 januari 2016, 10:00 hardcourt (i) | Oekraïne 2 | Vlag van Oekraïne |

|   |                                                                       |                                                                       | 1   | 2   | 3        |  |
| - | --------------------------------------------------------------------- | --------------------------------------------------------------------- | --- | --- | -------- |  |
| 1 | Jarmila Wolfe Elina Svitolina                                         | Jarmila Wolfe Elina Svitolina                                         | 3 6 | 3 6 |          |  |
| 2 | Lleyton Hewitt Oleksandr Dolgopolov                                   | Lleyton Hewitt Oleksandr Dolgopolov                                   | 6 4 | 3 6 | 4 6      |  |
| 3 | Jarmila Wolfe / Lleyton Hewitt Elina Svitolina / Oleksandr Dolgopolov | Jarmila Wolfe / Lleyton Hewitt Elina Svitolina / Oleksandr Dolgopolov | 3 6 | 7 5 | [10] [5] |  |

#### Tsjechië – Verenigde Staten
| Vlag van Tsjechië | Tsjechië 1 | Perth, Australië 7 januari 2016, 17:30 hardcourt (i) | Perth, Australië 7 januari 2016, 17:30 hardcourt (i) | Perth, Australië 7 januari 2016, 17:30 hardcourt (i) | Verenigde Staten 2 | Vlag van Verenigde Staten |

|   |                                                            |                                                            | 1    | 2   | 3        |  |
| - | ---------------------------------------------------------- | ---------------------------------------------------------- | ---- | --- | -------- |  |
| 1 | Jiří Veselý Jack Sock                                      | Jiří Veselý Jack Sock                                      | 6 4  | 2 6 | 63 7     |  |
| 2 | Karolína Plíšková Victoria Duval                           | Karolína Plíšková Victoria Duval                           | 4 6  | 6 1 | 6 4      |  |
| 3 | Karolína Plíšková / Jiří Veselý Victoria Duval / Jack Sock | Karolína Plíšková / Jiří Veselý Victoria Duval / Jack Sock | 65 7 | 6 4 | [7] [10] |  |

### Groep B

#### Klassement
| Pos. | Land                    | W | V | Rubbers | Sets |
| ---- | ----------------------- | - | - | ------- | ---- |
| 1.   | Australië (5)           | 3 | 0 | 7–2     | 15–8 |
| 2.   | Verenigd Koninkrijk (4) | 2 | 1 | 6–3     | 14–8 |
| 3.   | Duitsland (6)           | 1 | 2 | 2–7     | 6–15 |
| 4.   | Frankrijk (7)           | 0 | 3 | 3–6     | 9–13 |

#### Australië Green– Duitsland
| Vlag van Australië | Australië Green 3 | Perth, Australië 3 januari 2016, 10:00 hardcourt (i) | Perth, Australië 3 januari 2016, 10:00 hardcourt (i) | Perth, Australië 3 januari 2016, 10:00 hardcourt (i) | Duitsland 0 | Vlag van Duitsland |

|   |                                                                  |                                                                  | 1   | 2   | 3        |  |
| - | ---------------------------------------------------------------- | ---------------------------------------------------------------- | --- | --- | -------- |  |
| 1 | Darja Gavrilova Sabine Lisicki                                   | Darja Gavrilova Sabine Lisicki                                   | 6 2 | 6 2 |          |  |
| 2 | Nick Kyrgios Alexander Zverev                                    | Nick Kyrgios Alexander Zverev                                    | 4 6 | 6 1 | 6 4      |  |
| 3 | Darja Gavrilova / Nick Kyrgios Sabine Lisicki / Alexander Zverev | Darja Gavrilova / Nick Kyrgios Sabine Lisicki / Alexander Zverev | 6 3 | 4 6 | [10] [7] |  |

#### Verenigd Koninkrijk – Frankrijk
| Vlag van Verenigd Koninkrijk | Verenigd Koninkrijk 2 | Perth, Australië 4 januari 2016, 17:30 hardcourt (i) | Perth, Australië 4 januari 2016, 17:30 hardcourt (i) | Perth, Australië 4 januari 2016, 17:30 hardcourt (i) | Frankrijk 1 | Vlag van Frankrijk |

|   |                                                                  |                                                                  | 1   | 2   | 3        |  |
| - | ---------------------------------------------------------------- | ---------------------------------------------------------------- | --- | --- | -------- |  |
| 1 | Andy Murray Kenny de Schepper                                    | Andy Murray Kenny de Schepper                                    | 6 2 | 6 2 |          |  |
| 2 | Heather Watson Caroline Garcia                                   | Heather Watson Caroline Garcia                                   | 3 6 | 7 5 | 3 6      |  |
| 3 | Heather Watson / Andy Murray Caroline Garcia / Kenny de Schepper | Heather Watson / Andy Murray Caroline Garcia / Kenny de Schepper | 6 2 | 5 7 | [10] [6] |  |

#### Frankrijk – Duitsland
| Vlag van Frankrijk | Frankrijk 1 | Perth, Australië 6 januari 2016, 10:00 hardcourt (i) | Perth, Australië 6 januari 2016, 10:00 hardcourt (i) | Perth, Australië 6 januari 2016, 10:00 hardcourt (i) | Duitsland 2 | Vlag van Duitsland |

|   |                                                                       |                                                                       | 1   | 2    | 3        |  |
| - | --------------------------------------------------------------------- | --------------------------------------------------------------------- | --- | ---- | -------- |  |
| 1 | Caroline Garcia Sabine Lisicki                                        | Caroline Garcia Sabine Lisicki                                        | 6 2 | 7 65 |          |  |
| 2 | Kenny de Schepper Alexander Zverev                                    | Kenny de Schepper Alexander Zverev                                    | 2 6 | 2 6  |          |  |
| 3 | Caroline Garcia / Kenny de Schepper Sabine Lisicki / Alexander Zverev | Caroline Garcia / Kenny de Schepper Sabine Lisicki / Alexander Zverev | 4 6 | 7 6  | [6] [10] |  |

#### Australië Green– Verenigd Koninkrijk
| Vlag van Australië | Australië Green 2 | Perth, Australië 6 januari 2016, 17:30 hardcourt (i) | Perth, Australië 6 januari 2016, 17:30 hardcourt (i) | Perth, Australië 6 januari 2016, 17:30 hardcourt (i) | Verenigd Koninkrijk 1 | Vlag van Verenigd Koninkrijk |

|   |                                                             |                                                             | 1    | 2    | 3        |  |
| - | ----------------------------------------------------------- | ----------------------------------------------------------- | ---- | ---- | -------- |  |
| 1 | Nick Kyrgios Andy Murray                                    | Nick Kyrgios Andy Murray                                    | 6 4  | 7 65 |          |  |
| 2 | Darja Gavrilova Heather Watson                              | Darja Gavrilova Heather Watson                              | 7 62 | 2 6  | 5 7      |  |
| 3 | Darja Gavrilova / Nick Kyrgios Heather Watson / Andy Murray | Darja Gavrilova / Nick Kyrgios Heather Watson / Andy Murray | 6 2  | 60 7 | [11] [9] |  |

#### Verenigd Koninkrijk – Duitsland
| Vlag van Verenigd Koninkrijk | Verenigd Koninkrijk 3 | Perth, Australië 8 januari 2016, 10:00 hardcourt (i) | Perth, Australië 8 januari 2016, 10:00 hardcourt (i) | Perth, Australië 8 januari 2016, 10:00 hardcourt (i) | Duitsland 0 | Vlag van Duitsland |

|   |                                                                |                                                                | 1   | 2   | 3 |  |
| - | -------------------------------------------------------------- | -------------------------------------------------------------- | --- | --- | - |  |
| 1 | Heather Watson Sabine Lisicki                                  | Heather Watson Sabine Lisicki                                  | 6 3 | 6 4 |   |  |
| 2 | Andy Murray Alexander Zverev                                   | Andy Murray Alexander Zverev                                   | 6 3 | 6 4 |   |  |
| 3 | Heather Watson / Andy Murray Sabine Lisicki / Alexander Zverev | Heather Watson / Andy Murray Sabine Lisicki / Alexander Zverev | 6 3 | 6 4 |   |  |

#### Australië Green– Frankrijk
| Vlag van Australië | Australië Green 2 | Perth, Australië 8 januari 2016, 17:30 hardcourt (i) | Perth, Australië 8 januari 2016, 17:30 hardcourt (i) | Perth, Australië 8 januari 2016, 17:30 hardcourt (i) | Frankrijk 1 | Vlag van Frankrijk |

|   |                                                                    |                                                                    | 1   | 2   | 3        |  |
| - | ------------------------------------------------------------------ | ------------------------------------------------------------------ | --- | --- | -------- |  |
| 1 | Nick Kyrgios Kenny de Schepper                                     | Nick Kyrgios Kenny de Schepper                                     | 6 4 | 6 4 |          |  |
| 2 | Darja Gavrilova Caroline Garcia                                    | Darja Gavrilova Caroline Garcia                                    | 4 6 | 67  |          |  |
| 3 | Darja Gavrilova / Nick Kyrgios Caroline Garcia / Kenny de Schepper | Darja Gavrilova / Nick Kyrgios Caroline Garcia / Kenny de Schepper | 6 4 | 2 6 | [11] [9] |  |

## Finale

#### Oekraïne –Australië Green
| Vlag van Oekraïne | Oekraïne 0 | Perth, Australië 9 januari 2016, 15:30 hardcourt (i) | Perth, Australië 9 januari 2016, 15:30 hardcourt (i) | Perth, Australië 9 januari 2016, 15:30 hardcourt (i) | Australië Green 2 | Vlag van Australië |

|   |                                                                       |                                                                       | 1   | 2   | 3 |               |
| - | --------------------------------------------------------------------- | --------------------------------------------------------------------- | --- | --- | - | ------------- |
| 1 | Elina Svitolina Darja Gavrilova                                       | Elina Svitolina Darja Gavrilova                                       | 4 6 | 6 7 |   |               |
| 2 | Oleksandr Dolgopolov Nick Kyrgios                                     | Oleksandr Dolgopolov Nick Kyrgios                                     | 3 6 | 4 6 |   |               |
| 3 | Elina Svitolina / Oleksandr Dolgopolov Darja Gavrilova / Nick Kyrgios | Elina Svitolina / Oleksandr Dolgopolov Darja Gavrilova / Nick Kyrgios |     |     |   | niet gespeeld |